# Henny Schilder
Henny Schilder (* 4. září 1984, Volendam) je nizozemský fotbalový obránce, který působí v nizozemském klubu FC Volendam.
Hraje na postu stopera (středního obránce).

## Klubová kariéra
Profesionální kariéru zahájil v klubu FC Volendam. Debutoval 8. září 2006 v zápase proti FC Eindhoven (porážka 1:3).